# یرژی لشچینسکی
یرژی لشچینسکی (انگلیسی: Jerzy Leszczyński؛ ۶ فوریه ۱۸۸۴ – ۹ ژوئیه ۱۹۵۹) بازیگر سینما و تئاتر اهل کشور لهستان بود. والدین وی در قرن نوزدهم بازیگر تئاتر بودند.
از فیلم‌ها یا برنامه‌های تلویزیونی که وی در آن نقش داشته‌است، می‌توان به دختر ژنرال پانکراتوف و یک همسر سیاستمدار اشاره کرد.